# 巫峡

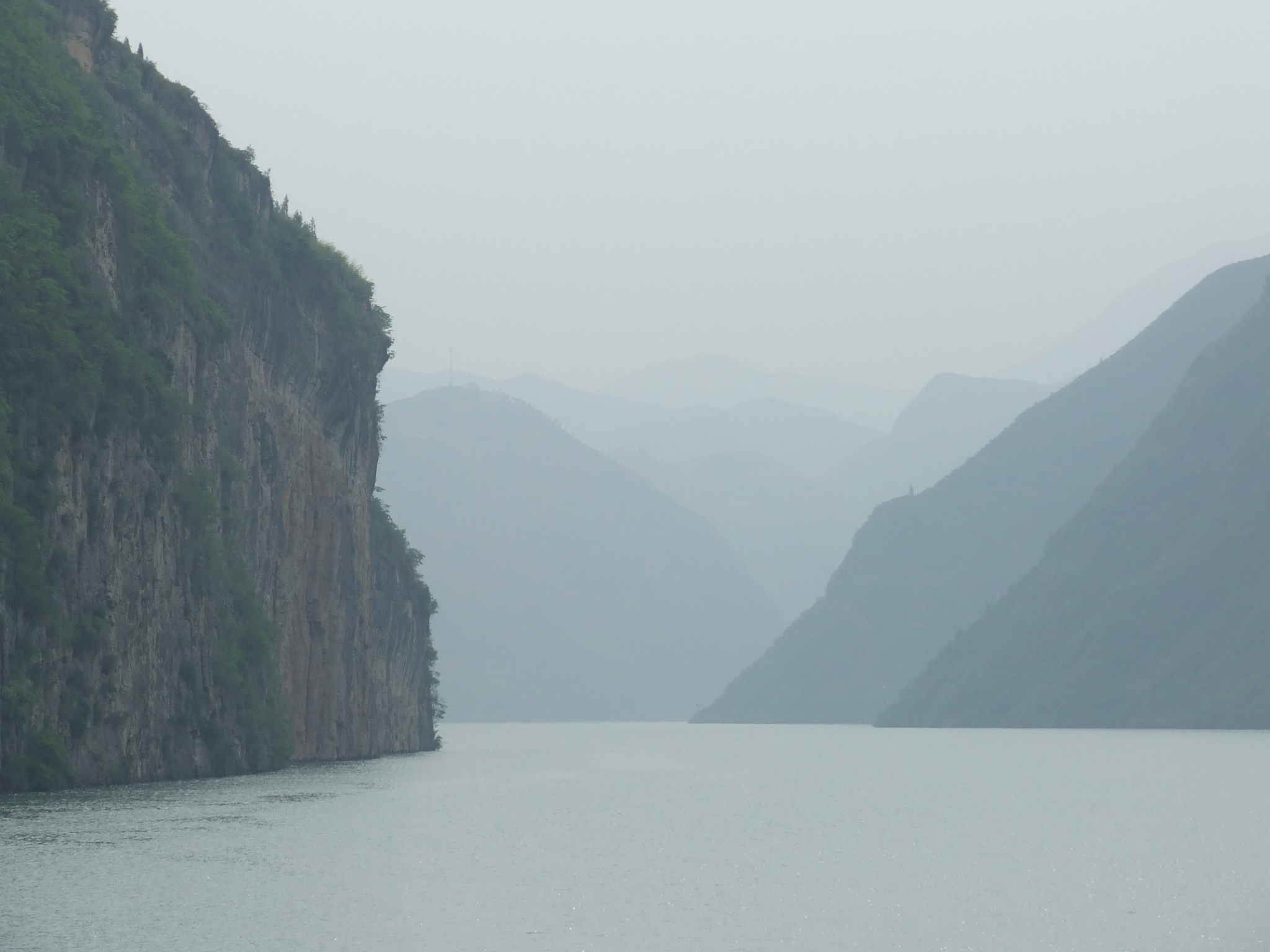
巫峡

巫峡位于中国重庆市和湖北省境内长江干流上的一段峡谷。与瞿塘峡、西陵峡并称为长江三峡。
巫峡西起重庆市巫山县大宁河口，东至湖北省巴东县官渡口，全长约45公里，以幽深秀丽著称。巫峡南北两岸的巫山以十二峰最为壮观，而十二峰中又以神女峰最具魅力，相传它是帮助大禹治水并为船工导航的仙女化身。

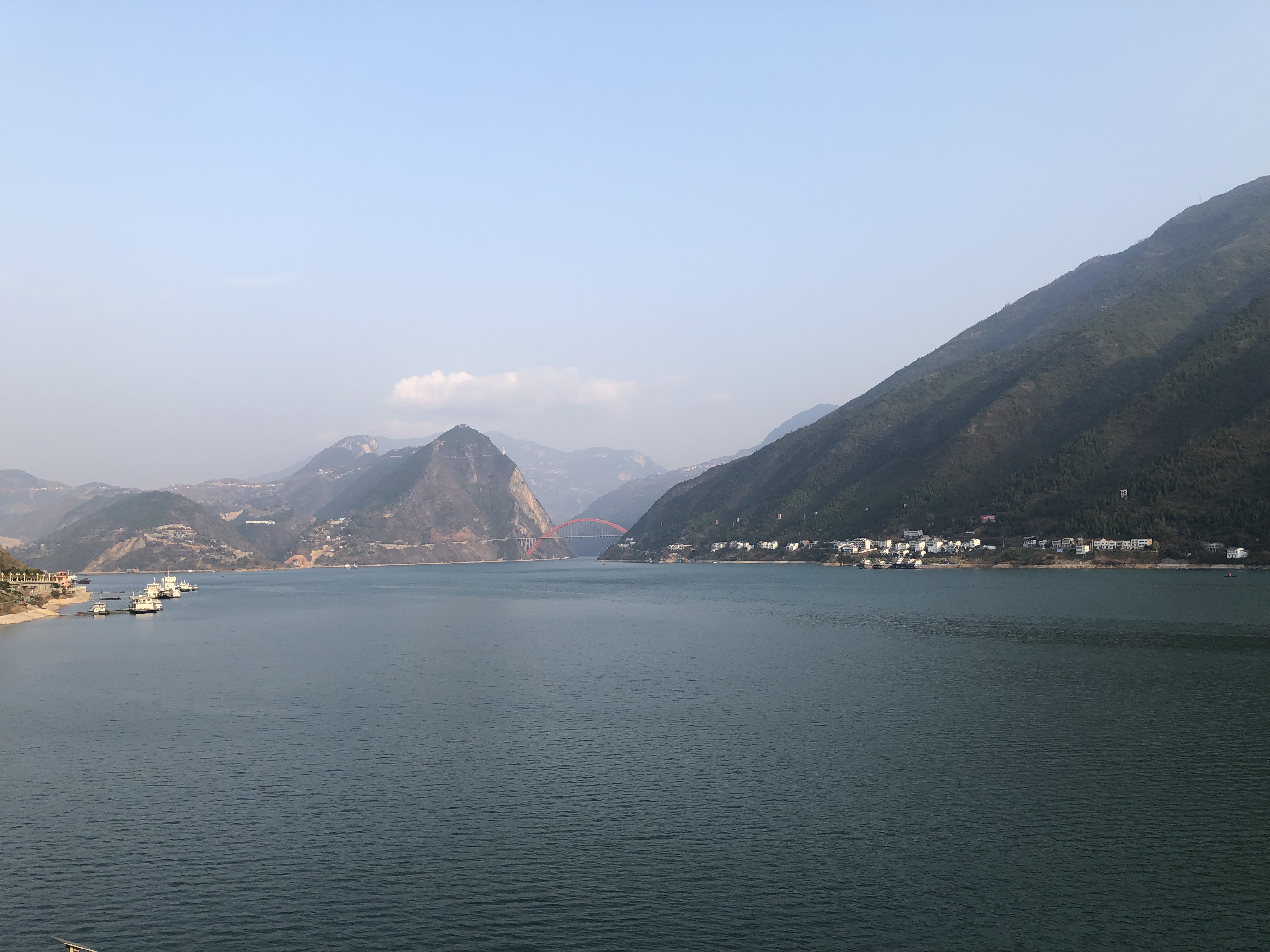
巫山县、巫峡和巫山长江大桥

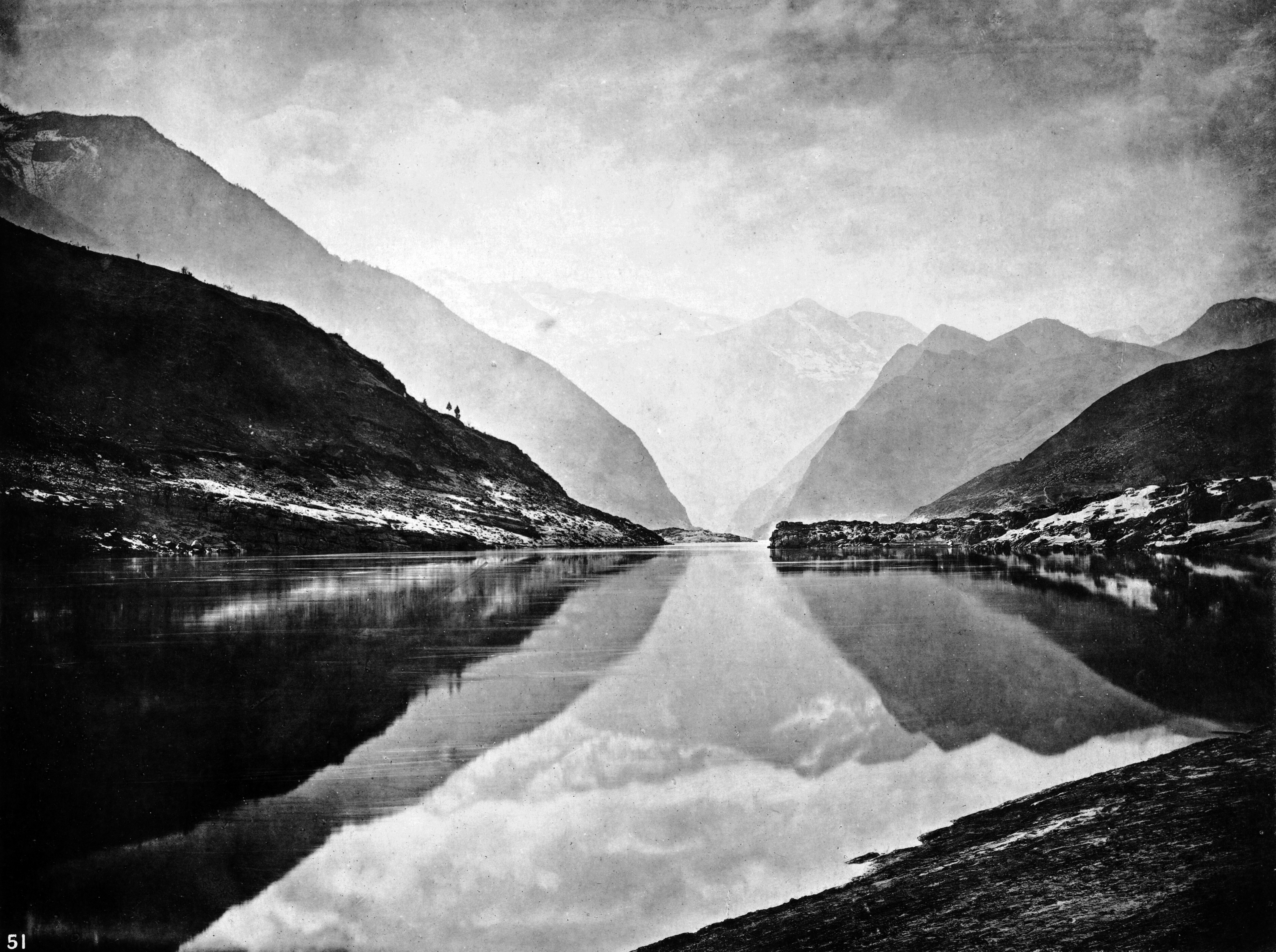
巫峡，1898年之前